# Nationalisme canadien
Le nationalisme canadien est le nationalisme applicable à la culture et à la société canadienne. Il s'est construit au fur et à mesure de l'histoire canadienne. Toutefois, depuis le milieu du XXe siècle environ, le nationalisme canadien moderne s'est précisé en axant sur les valeurs du libéralisme classique, de l'individualisme et du multiculturalisme.